# Казанка (Пермский край)
Казанка — село в Оханском городском округе Пермского края России.

## Географическое положение
Село расположено на правом берегу Камы на расстоянии примерно 27 километров по прямой на юг от города Оханск.

## История
Известно с 1647. Изначально оно было деревней. Богородице-Казанская церковь появилась в 1888 году. С 2006 по 2018 год являлось центром сельского поселения Оханского района. После упразднения обоих муниципальных образований стало рядовым населённым пунктом Оханского городского округа.

## Климат
Климат умеренно континентальный. Наиболее тёплым месяцем является июль, средняя максимальная температура которого 24,8 °C, а самым холодным январь со среднемесячной температурой −17,3 °C. Среднегодовая температура 2,1 °C.

## Население
Постоянное население составляло 393 человек (95 % русские) в 2002 году, 395 человек в 2010 году.